# Riacho do Mocambo
O Riacho do Mocambo é um riacho (um pequeno rio) brasileiro que banha a cidade de Patos, estado da Paraíba.